# Juhász Nagy Sándor (politikus)
Juhász Nagy Sándor (eredetileg Nagy Sándor; Kaba, 1883. október 13. – Debrecen, 1946. május 10.) politikus, jogász. 1917–1919 és 1945–1946 között nemzetgyűlési képviselő, 1919-ben rövid ideig igazságügy-miniszter.

## Élete
Édesapja Nagy Károly ügyvéd, édesanyja Mocsy Irma volt. Szüleit korán elveszítette, s az őt örökbe fogadó Juhász Ignác tiszteletére vette fel a Juhász nevet. Debrecenben, Kolozsváron és Budapesten végzett jogászi tanulmányai után 1910-ben ügyvédi praxist nyitott Debrecenben. 1913-ban a debreceni református egyházközség főjegyzője lett.
Már egyetemi tanulmányai befejeztével (1909) politizálni kezdett, belépett a Függetlenségi és 48-as Pártba, s a debreceni pártszervezet titkára, majd ügyvezető alelnöke lett. 1912-ben megalapította a Debreceni Reformtársaságot, amelynek vezetését is magára vállalta, s a cívisvárosban a radikális demokrata eszmék (földreform, választójog) harcos szószólójává vált. Miután pártjában 1916 júliusában szakadás következett be, a Károlyi Mihály köré szerveződő csoporthoz csatlakozott, s 1917 júliusától a Függetlenségi és 48-as (Károlyi) Párt hajdúszoboszlói nemzetgyűlési képviselője lett. 
Az 1918-as őszirózsás forradalmat követően, november 2-ától a Vallás- és Közoktatásügyi Minisztérium politikai államtitkára, 1919. január 25-étől pedig Berinkey Dénes kormányában igazságügy-miniszter lett. A magyarországi Tanácsköztársaság március 21-ei győzelmét követően a politikai életből visszavonult és Debrecenben élt. A kommün összeomlása után Bécsbe emigrált, és csak 1923-ban tért haza. Hamarosan a tiszántúli református egyházkerület főjegyzője lett. A politikai közéletben kevesebb részt vállalt, az 1926-os választások alkalmával Hegymegi Kiss Pál mellett korteskedett, aki be is jutott a kormánypárti jelölttel szemben. Az 1930-as évektől mind több liberális ellenzéki megmozdulásban vett részt. Az 1931-es választásokon már ellenzéki felkérésre indult is hajdúszoboszlói választókerületében, de a feltételezett visszaélések és a választókkal szemben alkalmazott erőszak miatt kormánypárti ellenfele nyerte meg a szavazást. Juhász Nagy később Bajcsy-Zsilinszky Endre politikáját támogatta, s a választások alkalmával korteskedett is mellette, de sem ebbe, sem semmilyen más pártba nem lépett be hátralévő életében.
Magyarország 1944. március 19-ei német megszállását követően, április 16-án a Gestapo mint baloldali elemet letartóztatta, de pár nap vallatás után elengedték. Ezután 1944. december 21-étől 1945. szeptember 5-éig az Ideiglenes Nemzetgyűlés alelnöke, 1945. november 4-étől a nemzetgyűlés által meghívott (tehát nem választott) pártonkívüli nemzetgyűlési képviselő volt. Ugyancsak 1945-ben ítélőtáblai tanácselnökké, illetve egyetemi tanárrá nevezték ki.
Az őszirózsás forradalomról írott könyve 1945-ben jelent meg A magyar októberi forradalom története címen. A parlamentben nagy szerepe volt abban, hogy a jobboldali múlttal rendelkező (szentpéteri) Kun Béla debreceni professzorral szemben Zsedényi Bélát választották meg az alakuló Ideiglenes Nemzetgyűlés elnökévé 1944 decemberében. Elhatalmasodó betegsége miatt az 1945-ös választás után tényleges politikai tevékenységet már nem fejtett ki.

## Külső hivatkozások
- Életrajza az országgyűlési almanachban